# 300933 Teresamarion
300933 Teresamarion este o planetă minoră (asteroid) din centura de asteroizi. A fost descoperită pe 8 februarie 2008 la  de Observatorul Astronomic din Mallorca⁠(d). 
Obiectul prezintă o orbită caracterizată de o semiaxă mare de 3,0645471221124 UAi, o excentricitate de 0,11101429146281, o înclinație de 10,687488476247 ° în raport cu ecliptica.